# Orthotrichum obscurum
Orthotrichum obscurum là một loài rêu trong họ Orthotrichaceae. Loài này được Gronvall mô tả khoa học đầu tiên năm 1885.